# Адриана Велчева
Адриана Велчева е българска тенисистка родена на 4 май, 1963 г.
През 1983 г. участва в състава на българския Фед Къп тим. В първия си мач за България, тя губи в два сета от Лариса Савченко – Нейланд от СССР. После печели втория си мач поединично срещу Линдзи Стандси от Зимбабве, също в два сета.
Адриана Велчева, заедно с Марина Кондова, печели първото международно отличие за българския дамски тенис – европейското отборно първенство за девойки до 16 г. през 1977 г.